# Katharina Heinroth
Katharina Bertha Charlotte Heinroth (née le 4 février 1897 à Breslau - morte le 20 octobre 1989 à Berlin) est une zoologiste allemande, directrice du zoo de Berlin de 1945 à 1956.

## Distinctions autrichiennes
- Récipiendaire du prix de la ville de Vienne (1959).